# Esbjerg Gymnasium
Esbjerg Gymnasium, eller EG, er et mellemstort gymnasium beliggende i Esbjerg. Elevantallet er ca. 750, og der er tilknyttet 104 lærere.
Den ældste del af bygningen, der stadig udgør grundstenen i den nuværende bygningsmasse, blev opført i 1972 og er tegnet af arkitekt Jørgen Stærmose. Bygningerne undergik en større ombygning fra 2003 til 2005 og igen i 2011, arkitekt på disse projekter var Kristian Isager. På grund af rekordsøgning i 2017 måtte Isager tegne yderligere 700 m² bygninger til ibrugtagning til studiestart 2018.
Da de første årgange begyndte på det, der dengang hed Esbjerg Kommunale Gymnasium i 1970, delte skolen midlertidigt adresse med den daværende folkeskole Fourfeldtskolen, det nuværende Fourfeldtskolen Bohr. I 1972 rykkede årgangene til det nybyggede gymnasium på den nuværende adresse i Kvaglund; Spangsbjerg Møllevej 310, 6705 Esbjerg Ø.
Dengang bestod Esbjerg Gymnasium kun af den bygning, der kaldes blok A, som var etageopdelt og havde en langstrakt kantine. Der blev i 2011 tilbygget 3000 m² som i dag er centrum i bygningskomplekset og danner samlingspunkt for dagligdag på stedet. Dette store område anvendes til idrætshal, lokaler til mediefag og drama, auditorium, samt indeholder områder beregnet til lektielæsning. Tilbygningen resulterede i, at skolen kunne optage 30 elever mere. Skolens størrelse og studiemiljøet blev markant bedre efter ombygningen, hvilket betød at skolen i 2011 modtog undervisningsmiljøprisen.
Tilbygningen i 2018 gav EG flere klasselokaler samt mødelokaler, og blev udsmykket med kunst af Rene holm..
Næsten alt dette byggeri skete på grund af rektor Erling Petersson. Han har sat 3 store byggeprojekter i gang på Esbjerg Gymnasium i løbet af sin tid som rektor.
I historisk perspektiv har der fra 1907 eksisteret et tidligere Esbjerg Gymnasium, som i 1920 blev til Esbjerg Statsskole. I 2011 blev denne institution fusioneret ind i Rybners Gymnasium.

## Uddannelser
Esbjerg Gymnasium udbyder ungdomsuddannelser i retningerne
- Almen studentereksamen (STX)
- Hf-eksamen (HF)
- International Baccalaureate (IB)

Institutionen har i foråret 2019 ansøgt om lov til at oprette fire HHX-uddannelser, som reaktion på faldende søgning til studiestart 2019.

## Studenter
| Navn            | Afgangsår | Erhverv                                                       |
| --------------- | --------- | ------------------------------------------------------------- |
| Peter Lodberg   | 1977      | Dr. Theol, Generalsekretær i Folkekirkens Nødhjælp 2002-2004. |
| Kent Nikolajsen | 1989      | Journalist                                                    |

## Rektorer
| Navn               | Årstal    |
| ------------------ | --------- |
| Poul Rasmussen     | 1970-1989 |
| Annemarie Morris   | 1989-1996 |
| Anders Kloppenborg | 1997-1998 |
| Erling Petersson   | 1998-2019 |
| Sune Ahrenkiel     | 2019-     |

## Arrangementer / besøg på EG

### Besøg
| Tidligere Besøg    | Arrangement                                                |
| ------------------ | ---------------------------------------------------------- |
| Ruben Søltoft      | Comedy show til første skoledag                            |
| Simon Talbot       | Comedy show til første skoledag                            |
| Anders Matthesen   | Comedy show til første skoledag                            |
| Daniel Rye         | Foredrag                                                   |
| Thure Lindhardt    | Foredrag                                                   |
| Peter Lund Madsen  | Foredrag                                                   |
| Jan Hellesøe       | Foredrag                                                   |
| Andreas Mogensen   | Foredrag                                                   |
| Lukas Graham       | Koncert                                                    |
| Phlake             | Koncert til velgørenhedsarrangementet 'EG for noget', 2017 |
| Mads Langer        | Koncert til velgørenhedsarrangementet 'EG for noget', 2018 |
| Carl Emil Petersen | Koncert, 2019                                              |
| Vincent Hendricks  | Foredrag 10. september 2019                                |
| Torben Chris       | Comedy show til første skoledag 2019, 14. august 2019      |

## Eksterne-/ kildehenvisninger
- Esbjerg Gymnasiums hjemmeside Arkiveret 16. januar 2019 hos  Wayback Machine
- Esbjerg Gymnasiums facebookside